# Koeksister
Il koeksister è un dolce sudafricano.

## Descrizione
Il koeksister è una striscia di impasto fritta e insaporita con sciroppo di zucchero o miele. L'alimento viene poi immerso nello sciroppo di zucchero. I malesi del Capo preparano una variante conosciuta come koe'sister, una palla di impasto fritta con cocco e spezie.